# G.I. Joe: Czas Kobry
G.I. Joe: Czas Kobry (ang. G.I. Joe: The Rise of Cobra) – amerykański film akcji, którego premiera odbyła się 5 sierpnia 2009 (polska premiera 7 sierpnia 2009). Wyreżyserowany przez Stephena Sommersa, scenariusz napisał Stuart Beattie na podstawie scenariusza Johna Paula Kaya z 1998 roku. W filmie występują m.in. Channing Tatum, Dennis Quaid i Sienna Miller.

## Fabuła
Szkocki klan Destro handluje bronią od XVII w. Od 24 pokoleń rodzina McCullen dostarcza ją każdemu, kto płaci gotówką. Chętnie zaopatrując równocześnie obie strony barykady. James McCullen XXIV (Christopher Eccleston) podtrzymuje tradycje. oficjalnie chce sprzedać Amerykanom nanotechnologię, która potrafi zniszczyć absolutnie wszystko. Bez różnicy, czy to będzie to czołg czy też Wieża Eiffla. Ale równocześnie nasyła siepaczy z Kobry na konwój NATO, eskortujący próbki nanobroni. Dla porucznika Duke’a Hausera (Channing Tatum) dostarczenie walizek z nanobronią miało być spacerkiem. Atak komandosów podstępnej Baronowej (Sienna Miller) i białego ninja Storma Shadowa (Lee Byung-hun) sprowadza ich na ziemię. Walizka zostaje porwana a Duke uchodzi z życiem dzięki interwencji tajemniczego oddziału komandosów ze Scarlett (Rachel Nichols) i milczącym ninją Snake-Eyes (Ray Park) w szeregach. Dowodzi nimi generał Hawk (Dennis Quaid). Duke zna go jeszcze z czasów służby w Afganistanie i przyjmuje zaproszenie do służby w tajnej sekcji G.I. Joe. Razem z najlepszymi komandosami świata będzie musiał odebrać skradzioną przesyłkę i powstrzymać Destra.

## Obsada
G.I. Joe:
- Channing Tatum – Conrad „Duke” Hauser
- Dennis Quaid – generał Clayton „Hawk” Abernathy
- Marlon Wayans – Ripcord / Wallace Weems
- Rachel Nichols – Shana „Scarlett” O’Hara
- Ray Park – Snake Eyes
- Adewale Akinnuoye-Agbaje – Heavy Duty / Hershel Dalton
- Saïd Taghmaoui – Breaker / Abel Shaz
- Karolína Kurková – Courtney A. Kreiger
- Brendan Fraser – sierżant Stone

Kobra:
- Christopher Eccleston – James McCullen XXIV / Destro
- Joseph Gordon-Levitt – Lekarz / dowódca Kobry / Rexford „Rex” G. Lewis
- Sienna Miller – Baronowa / Ana Lewis / Anastacia DeCobray
- Lee Byung-hun – Storm Shadow / Thomas Arashikage
- Arnold Vosloo − Zartan

Pozostałe postacie:
- Jonathan Pryce – prezydent Stanów Zjednoczonych
- Gerald Okamura – mistrz Snake Eyesa i Storm Shadowa
- Grégory Fitoussi – Baron / Daniel DeCobray
- Kevin J. O’Connor − doktor Mindbender